# Yves Rouvre
Pour les articles homonymes, voir Rouvre.
Yves André Rigolot (4 novembre 1910 - 9 juillet 1996), connu sous le pseudonyme d’Yves Rouvre, est un peintre français, fils du peintre Albert Gabriel Rigolot.

## Biographie
Pendant ses études qu'il débute, en 1937, à l'École des Arts Décoratifs puis dans les Académies Libres, il travaille avec ses contemporains, les peintres Jean Bazaine, Alfred Manessier et Jean Le Moal, puis suit l'enseignement d'Alberto Giacometti et de Pierre Tal Coat. Pendant la Seconde Guerre mondiale, il réside en Tunisie, où il se marie avec Germaine Humbert qui devient sa compagne pour la vie. Là bas, il travaille pour le « Service d'architecture et d'urbanisme » du Protectorat français de Tunisie, de l'architecte Bernard Zehrfuss. Il part, en 1949, pendant neuf mois en Indochine. À son retour en France, il s'installe à Aix-en-Provence chez son ami et mentor Pierre Tal Coat. Il est encouragé par le peintre André Masson qui, en 1953, le présente au marchand d'art Daniel-Henry Kahnweiler. Il expose comme Masson et Gaston-Louis Roux à la Galerie Louise Leiris,. Après un voyage en Grèce, en 1954, il s'installe dans le Var au Plan-du-Castellet.

## Illustration
- Georges Limbour, La Chasse au mérou: Lithographies originales de Yves Rouvre, Galerie L. Leiris (impr. Fequet et Baudier), 1963.

### Éléments de bibliographie
- Jean Leymarie, Yves Rouvre, Paris, Cercle d'art, 1998.
- Musée Cantini, Manessier en Provence, Gand, Éditions Snoeck, 2008.
- Georges Limbour, « La chasse fabuleuse d'Yves Rouvre » (1961), dans Dans le secret des ateliers, L'Élocoquent, 1986, p. 79-85.  (ISBN 2868260012)
- Galerie Louise Leiris, Y. Rouvre: végétation, peintures récentes : Galerie Louise Leiris, 23 avril-24 mai 1975, Galerie Louise Leiris, 1975.
- Notices d'autorité :   - VIAF
  - ISNI
  - BnF (données)
  - IdRef
  - LCCN
  - GND
  - WorldCat
- Ressources relatives aux beaux-arts :   - AGORHA
  - Art UK
  - Artists of the World Online
  - Bénézit
  - Delarge
  - RKDartists
  - Union List of Artist Names